# 秦共公
秦共公（？—前605年），嬴姓，《左傳》记载名稻，《史记·卷十四·十二诸侯年表》记载名和，《史記索隱》記載名貑，春秋时期秦国君主。秦康公之子，在位4年，《史记》误作为5年。《吕相绝秦》中的秦三公是指秦穆公、秦康公、秦共公三人。

## 生平
前609年，秦康公去世，其子秦共公继位。
前608年，晋国赵穿进攻秦国的盟国崇国。
前607年，秦共公为报复晋国入侵盟国崇国，派兵包围晋国的焦（今河南省三门峡市陕州区）。同年夏，晋成公派赵盾率军救援。
前605年，秦共公去世，葬于竘社康公南，其子秦桓公继位。